# 710 (szám)
A 710 (római számmal: DCCX) egy természetes szám, szfenikus szám, a 2, az 5 és a 71 szorzata.

## A szám a matematikában
A tízes számrendszerbeli 710-es a kettes számrendszerben 1011000110, a nyolcas számrendszerben 1306, a tizenhatos számrendszerben 2C6 alakban írható fel.
A 710 páros szám, összetett szám, azon belül szfenikus szám, kanonikus alakban a 21 · 51 · 711 szorzattal, normálalakban a 7,1 · 102 szorzattal írható fel. Nyolc osztója van a természetes számok halmazán, ezek növekvő sorrendben: 1, 2, 5, 10, 71, 142, 355 és 710.
A 710 négyzete 504 100, köbe 357 911 000, négyzetgyöke 26,64583, köbgyöke 8,92112, reciproka 0,0014085. A 710 egység sugarú kör kerülete 4461,06157 egység, területe 1 583 676,857 területegység; a 710 egység sugarú gömb térfogata 1 499 214 091,0 térfogategység.

## A szám a populáris kultúrában
A 710-es szám írott alakja fejjel lefelé olvasva – főleg kicsit stilizáltabb betűtípusok esetén – lényegében az OIL szót adja ki, ami angolul olajat jelent, ez pedig világszerte több poén, vicces utalás alapja. Ezek legelterjedtebbje szerint egy kezdő autós beállít egy szaküzletbe (vagy szervizbe), és kér egy 710-es alkatrészt, mert az elveszett a kocsija motorteréből. Az eladó/szerelő persze nem érti, hosszas magyarázat után sem, végül az segít, hogy kérésre az ügyfél lerajzolja – más változat szerint egy másik kocsiban megmutatja –, mire is gondol: ekkor döbbennek rá mindketten, hogy a „mazsolának” egy tanksapkára van szüksége az autója üzemanyagtartályához.